# Заточный станок

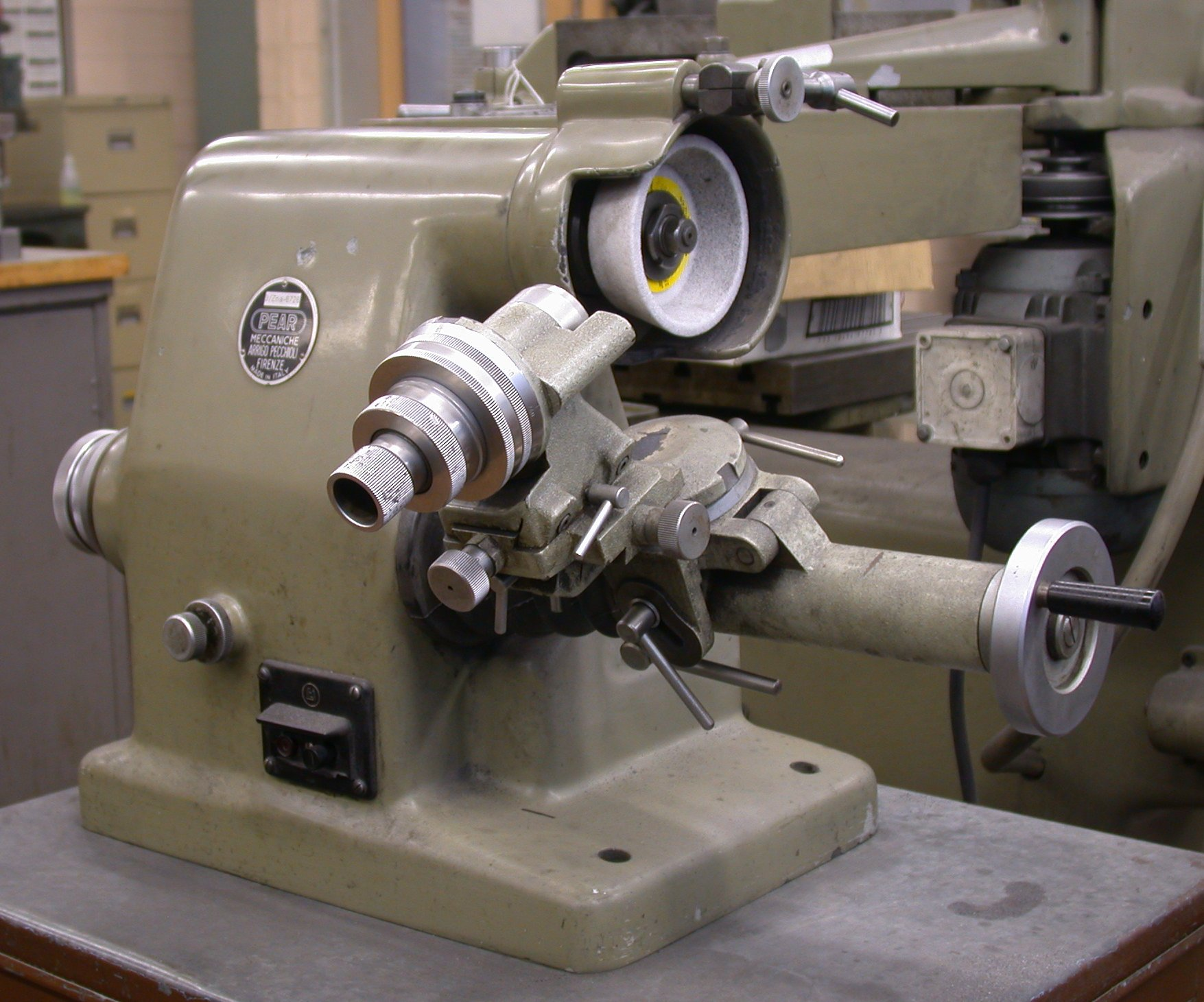
Специализированный заточной станок с кругом тарельчатой формы. На станке установлено приспособление для заточки (затыловки) сверла

Заточной станок — станок для затачивания режущего инструмента.
Спектр заточных станков варьируется от крупных промышленных станков для твердосплавного инструмента до маленьких, используемых в домашних мастерских. Примеры затачиваемого инструмента: зенкеры, развёртки, метчики, плашки, фрезы, фрезерные головки, свёрла, фасонные резцы, ножи, ножницы, шпатели или скрепки, топоры.
Станки подразделяются на универсальные, предназначенные для затачивания режущих инструментов различных видов вручную, и специализированные — для затачивания инструментов только одного вида.
Специализированные заточные станки обычно комплектуются специальными приспособлениями, служащими для установки и закрепления режущего инструмента неподвижно для его последующей затыловке либо заточке. Такие станки обычно имеют механическую подачу и суппорт.

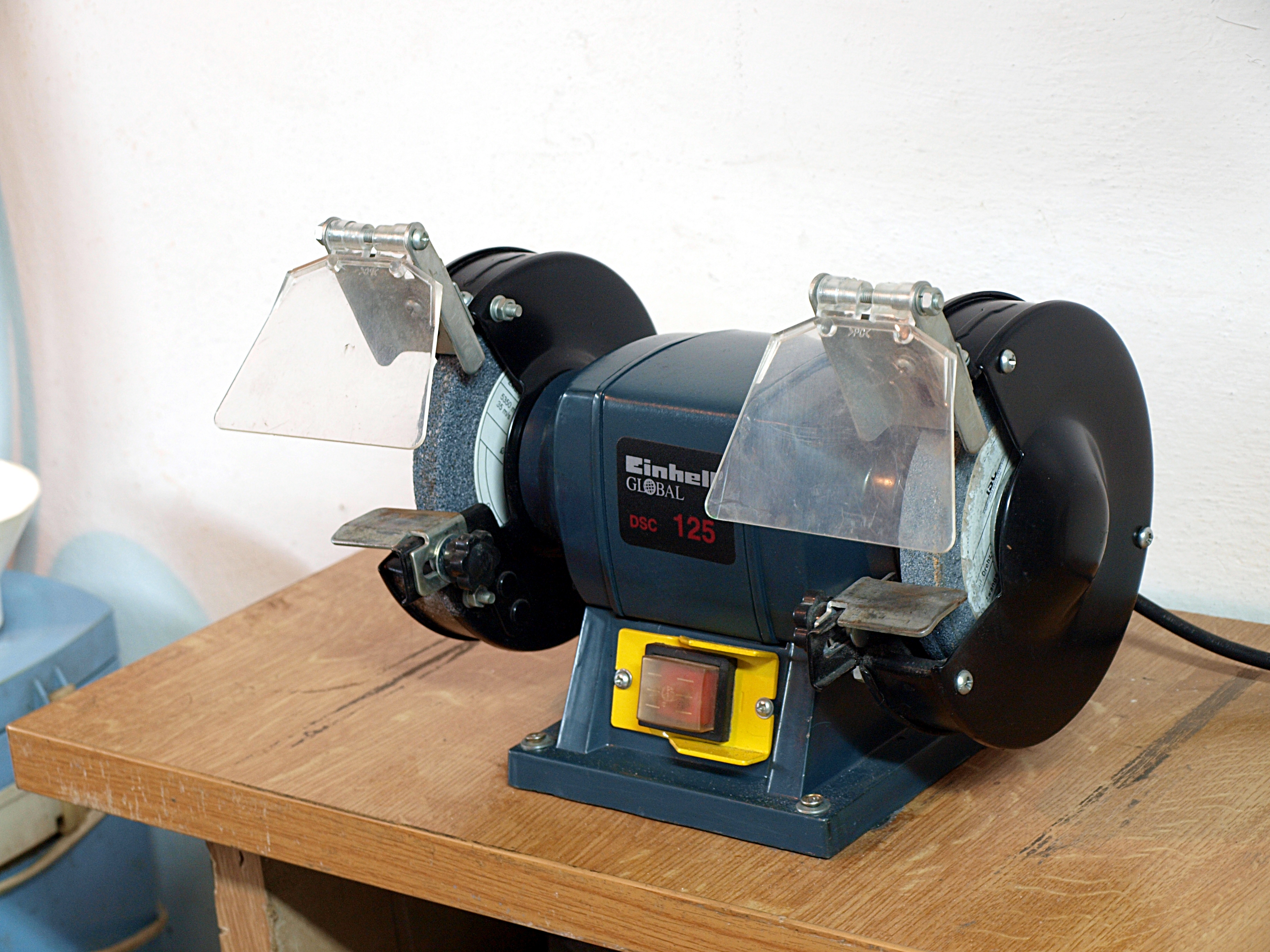
Электроточило

Заусенцы, образовавшиеся на лезвии заточенного предмета, можно снять вручную с помощью оселка.

## Конструкция электроточила

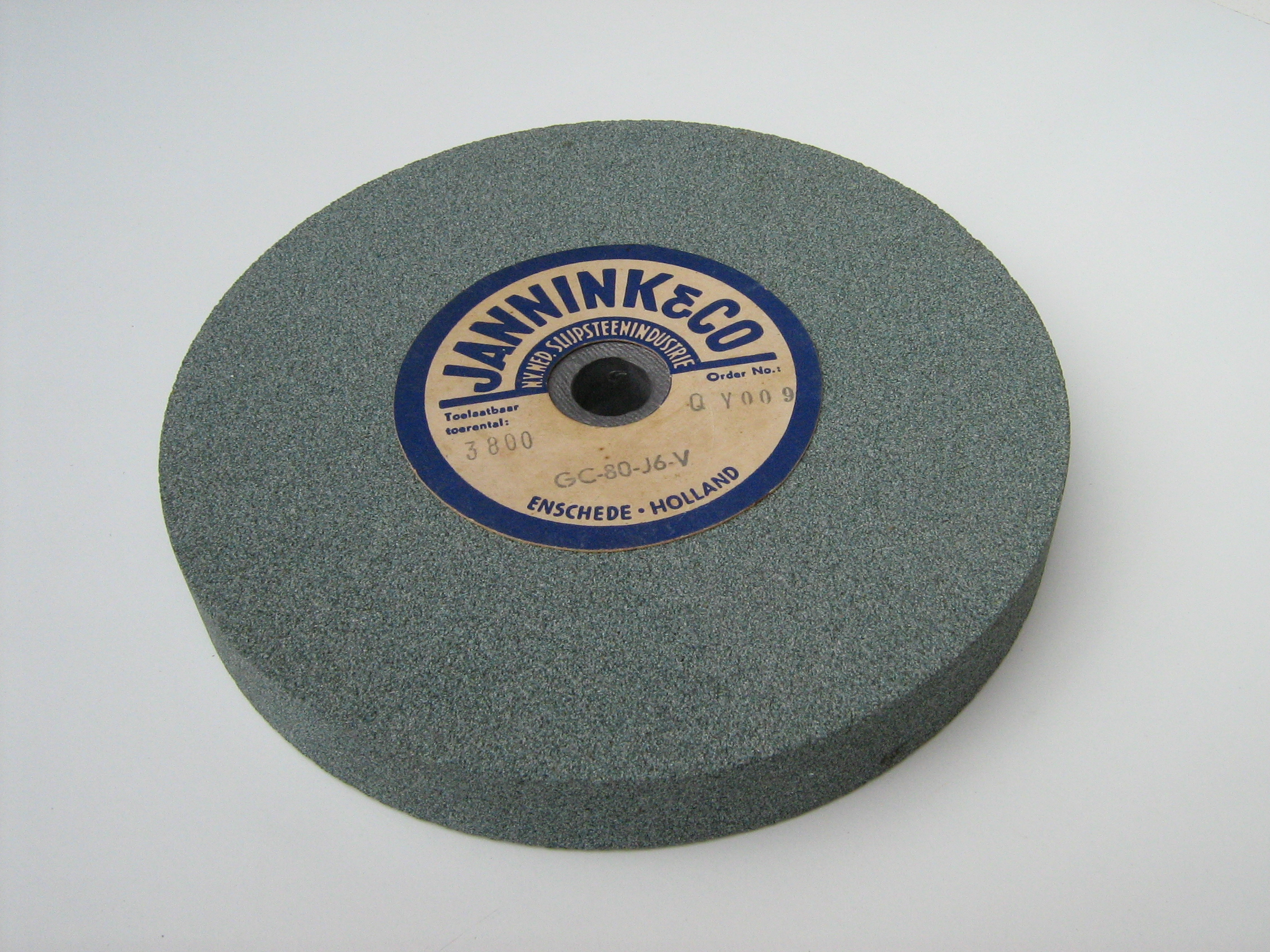
Шлифовальный круг

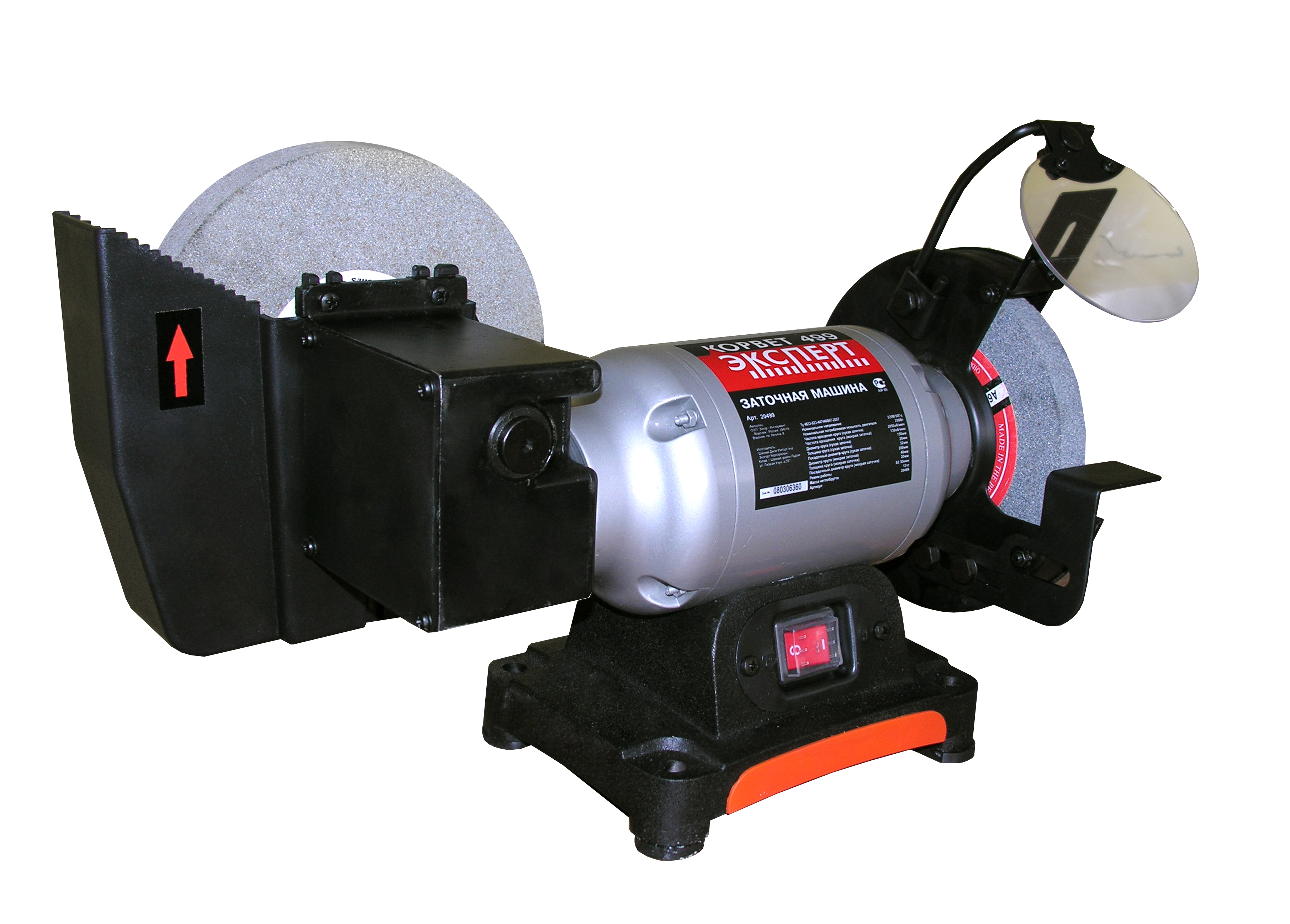
Точило для мокрой заточки Корвет Эксперт 499 (слева — узел для мокрой заточки с понижающим редуктором и лотком для воды)

Основную часть корпуса электроточило занимает электродвигатель с опорой, прикрепляемой к верстаку с помощью крепёжных изделий. По обе стороны от мотора располагаются параллельно расположенные друг к другу два абразивных круга: один — с крупными размерами зерна для грубой обработки материала, другой — мелкозернистый для тонкой обработки.
- Асинхронный электродвигатель — обеспечивает относительно небольшую скорость вращения и низкий уровень шума[1].
- Абразивные круги. Примерный диаметр круга — 150—250 мм, толщина — 16—32 мм. Абразивные круги частично находятся в защитном кожухе. Открытая рабочая часть круга вращается сверху вниз. В основном применяются корундовые (электрокорундовые) круги[1].
- Подставка — о неё опирается затачиваемый предмет. Подставка может регулироваться по расстоянию до заточного круга, а также поворачиваться под определённым углом к кругу. У некоторых моделей дополнительно могут быть специальные пазы для заточки свёрл.
- Экран (прозрачная пластина) — для защиты от искр.
- Кнопка включения и выключения электропитания.

Существуют модели электроточила, которые вместо одного заточного круга имеют металлическую дисковую щётку для предварительной грубой обработки затачиваемого предмета, например от ржавчины.
Также есть точила, дополнительно оборудованные лампой для подсветки рабочей зоны.

### Технические характеристики
- Рабочее напряжение — 220 вольт.
- Потребляемая мощность — 200—5000 ватт.
- Скорость вращения шпинделя на холостом ходу — 1400—3000 об/мин (для сухой заточки).

## Разновидности

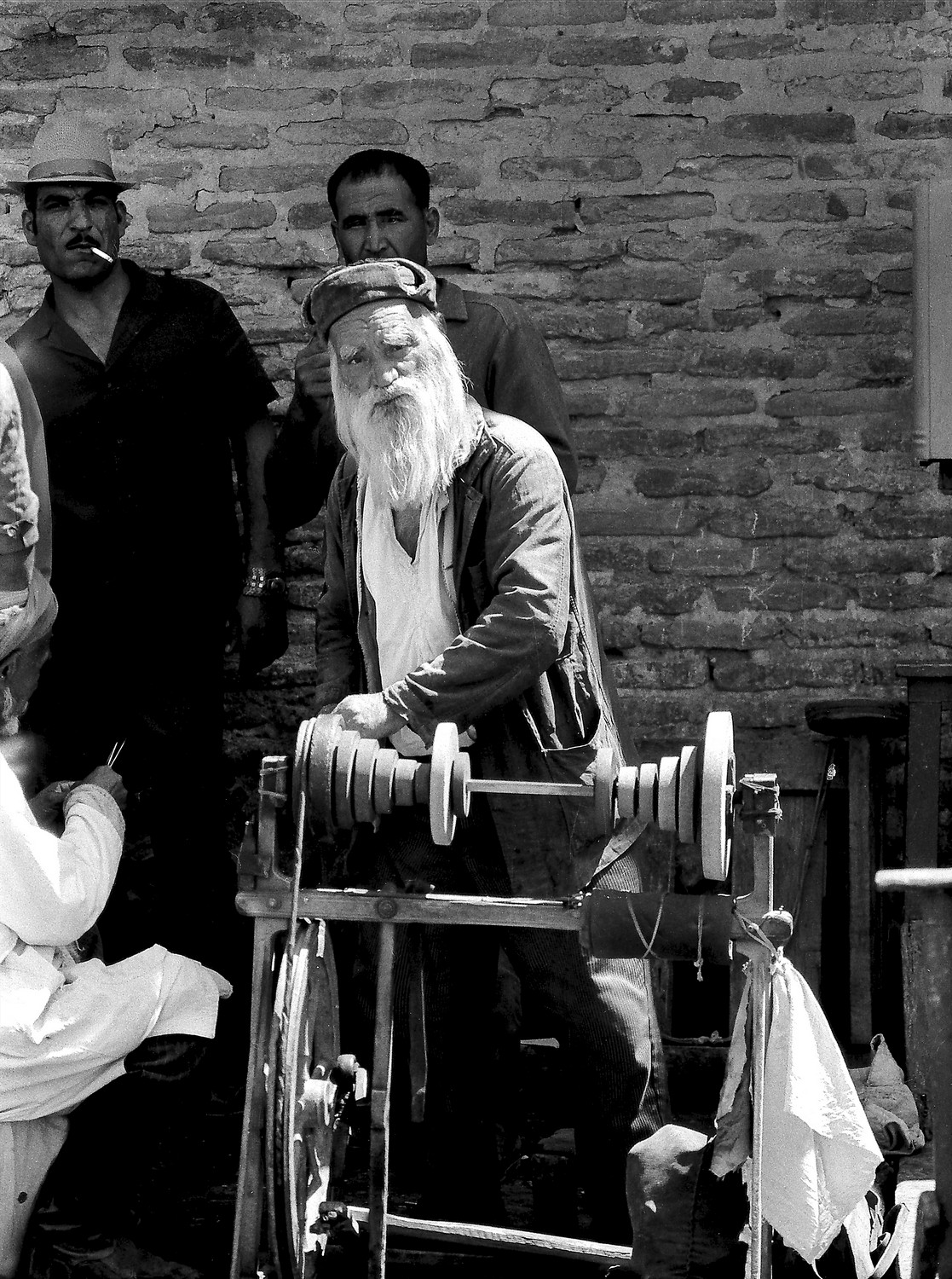
Ножное механическое точило, 1974 год

- Точило для мокрой заточки имеет абразивный круг с низкими оборотами (90—135 об/мин), нижняя часть которого находится в лотке с водой. Внешне отличается тем, что круги располагаются перпендикулярно друг к другу.
- Шлифовально-заточной станок отличается тем, что вместо одного круга находится механизм со шлифовальной лентой.